# Spirostreptus rutilans
Spirostreptus rutilans är en mångfotingart som beskrevs av Voges 1878. Spirostreptus rutilans ingår i släktet Spirostreptus och familjen Spirostreptidae. Inga underarter finns listade i Catalogue of Life.